# Маклоз, Мэри-Луиза
Мэри-Луиза Маклоз (англ. Mary-Louise McLaws, урождённая Вайни англ. Viney, 17 марта 1953 — 12 августа 2023, Wolper Jewish Hospital) — австралийский эпидемиолог. Специализируясь на инфекционных заболеваниях, она более 30 лет была профессором эпидемиологии в Университете Нового Южного Уэльса. Во время пандемии COVID-19 её имя стало общеизвестным в Австралии, так как она регулярно предоставляла публичную информацию и советы по поводу болезни.

## Ранние годы
Мэри-Луиза Маклоз родилась на Тасмании 17 марта 1953 года, она дочь Барри и Луизы Вайни. Она и её старший брат провели свои ранние годы со своей матерью в Бонди, Новый Южный Уэльс, а затем переехали на Центральное побережье, где она училась в средней школе Госфорда. Она взяла фамилию отчима Брюса Маклоза. Она выросла в еврейской семье.
Маклоз училась в Сиднейском университете, получив степень бакалавра наук, а затем получив диплом в области общественного здравоохранения в тропических районах в 1984 году, магистра общественного здравоохранения в 1988 году и доктора философии в 1992 году.

## Карьера
Маклоз поступила в Университет Нового Южного Уэльса в 1992 году. За свою карьеру она «написала более 180 исследовательских работ, а также на протяжении десятилетий руководила и поддерживала многих аспирантов». Она специализировалась на внутрибольничных инфекциях. Её раннее исследование также включало изучение ВИЧ/СПИДа в Австралии в 1995 году, в работе изучались женщины, заразившиеся ВИЧ от своих сексуальных партнёров-мужчин.
В 2004 году Маклоз отправили в Пекин на два месяца для мониторинга птичьего гриппа для Всемирной организации здравоохранения. Она также консультировала власти Гонконга во время вспышки атипичной пневмонии в 2002–2004 годах.
Маклоз стала «широко известна австралийской публике благодаря своим выступлениям в СМИ» во время пандемии COVID-19 в Австралии. Она была одним из первых публичных сторонников обязательного ношения масок и закрытия границ Австралии. Позже она выступала за обязательную вакцинацию, включая создание центров вакцинации для достижения коллективного иммунитета. В 2021 году издание Australian Financial Review назвало её одним из десяти «самых культурно влиятельных людей» Австралии за год.

## Личная жизнь и смерть
Маклоз вышла замуж за Ричарда Флука в 1988 году, от которого у неё родились сын и дочь. В январе 2022 года у неё диагностировали рак мозга, и она умерла 12 августа 2023 года в возрасте 70 лет.

## Награды и почести
Маклоз была назначена кавалером Ордена Австралии в честь Дня рождения королевы 2022 года за «выдающиеся заслуги перед медицинскими исследованиями, особенно в области эпидемиологии и профилактики инфекций, высшем образовании и управлении здравоохранением». В июне 2023 года Еврейский совет депутатов Нового Южного Уэльса устроил приём в её честь в синагоге Эмануэля.